# Aulus Manlius Vulso Capitolinus
Pour les articles homonymes, voir Manlius Vulso.
Aulus Manlius Vulso Capitolinus est un homme politique de la République romaine, trois fois tribun consulaire entre 405 et 397 av. J.-C.

## Famille
Il est membre des Manlii Vulsones, branche patricienne de la gens Manlia. Il est le fils d'un Aulus Manlius et le petit-fils d'un Cnaeus Manlius. Il est le frère de Quintus Manlius Vulso Capitolinus, tribun consulaire en 396 av. J.-C. Son nom complet est Aulus Manlius A.f. Cn.n. Vulso Capitolinus. Il est le père de Publius Manlius Capitolinus, dictateur en 368 av. J.-C.

## Biographie

### Premier tribunat consulaire (405)
Vulso Capitolinus est élu tribun consulaire en 405 av. J.-C. avec Lucius Furius Medullinus, Manius Aemilius Mamercinus, Caius Iulius Iullus, Quintus Quinctius Cincinnatus et Titus Quinctius Capitolinus Barbatus pour collègues. Les tribuns doivent se répartir sur les différents fronts, Rome étant alors en guerre contre les Étrusques de Véies au nord et contre les Volsques au sud. Les troupes romaines débutent le siège de Véies qui va durer dix ans selon la tradition,.

### Deuxième tribunat consulaire (402)
Vulso Capitolinus est élu tribun consulaire une deuxième fois avec cinq collègues patriciens en 402 av. J.-C. Il pourrait y avoir deux plébéiens élus cette année-là, Capitos Clodius et Marcus Ancus, mais ils demeurent inconnus par ailleurs. La ville d'Anxur tombe aux mains des Volsques alors que toute l'attention des Romains est tournée vers le siège de Véies où les Capénates et les Falisques viennent de faire leur apparition aux côtés des Véiens. Ils lancent une attaque désorganisant les assiégeants menés par un des tribuns consulaires, Manius Sergius Fidenas. Les Romains craignent alors une unification de toute l'Étrurie. Les tribuns consulaires en commandement ne parviennent pas à s'entendre, entrainant la débâcle de l'armée de Fidenas. L'affaire est portée devant le Sénat qui décide d'anticiper les élections pour l'année suivante pour faire entrer les magistrats en fonction dès les calendes d'octobre. Les tribuns consulaires responsables de la récente défaite militaire s'opposent d'abord à cette décision mais l'un d'eux, Caius Servilius Structus Ahala, intervient et parvient à les convaincre en menaçant de recourir à la dictature s'ils ne cèdent pas.

### Troisième tribunat consulaire (397)
En 397 av. J.-C., il est tribun militaire à pouvoir consulaire pour la troisième et dernière fois, avec cinq autres collègues, tous patriciens,. Les tribuns se répartissent sur différents fronts pour lutter contre les Volsques qui attaquent la garnison de Verrugo, les Èques qui attaquent la colonie de Labico, les Véiens, les Falisques, les Capénates et des raids de Tarquinia qui tente de profiter de la situation et qui pense que les Romains ne sont pas en mesure de lancer des représailles,. Finalement, des troupes commandées par Aulus Postumius Albinus Regillensis et Lucius Iulius Iullus surprennent les Tarquiniens à Caere. D'après Tite-Live, le collège des tribuns est contraint d'abdiquer avant la fin de leur mandat à cause d'une élection jugée irrégulière. Trois interrois leur succèdent avant que de nouvelles élections soient organisées,.

### Ambassadeur à Delphes (394)
En 394 av. J.-C., Vulso Capitolinus fait partie des trois ambassadeurs patriciens envoyés à Delphes pour faire une offrande à Apollon pour la victoire obtenue sur les Véiens. Les ambassadeurs romains sont capturés sur le chemin par des pirates basés sur l'île de Lipari mais leur chef, Timasitheus, finit par les libérer,.